# Собор Святого Креста (Хониара)
Собор Святого Креста (англ. Holy Cross Cathedral) — католический собор Хониары. Находится на острове Гуадалканал в столице Соломоновых Островов (стране на юго-западе Тихого океана).

## История
История создания собора восходит к 1957 году, когда был построен временный собор, посвященный Святому Кресту, в том месте, где испанский мореплаватель Альваро Менданья де Нейра, совершивший две экспедиции в Тихий океан, разместил первый крест на Соломоновых Островах в 1565 году. В 1957 году собор был освящен и открыт для публики. В фасад заложен кирпич первой католической миссии на Соломоновых Островах, построенной в 1845 году. Есть несколько резных элементов на алтаре и кафедре, что является проявлением влияния местной культуры в соборе.
Храм следует римскому или латинскому обряду и является резиденцией митрополита архиепархии Хониары, который был возведен в свой нынешний статус буллой «Laetentur insulae multae» в 1978 году Папой Иоанном Павлом II. Собор находится под пастырской ответственностью епископа Кристофера Майкла Кардоне.